# 성포중학교 (경남)
성포중학교(城浦中學校)는 대한민국 경상남도 거제시 사등면 성포리에 있는 공립 중학교이다.

## 학교 연혁
- 1954년 9월 28일 : 도립 성포중학교 설립인가(6학급)
- 1954년 10월 15일 : 개교
- 1970년 3월 1일 : 현 교사로 이전
- 2002년 3월 1일 : 학칙 변경 (6학급)
- 2009년 1월 21일 : 특수학급 수용인가 (7(1) 학급)
- 2018년 2월 9일 : 문화체육관광부 "예술꽃새싹학교" 선정(2019년까지 2년간 운영)
- 2020년 3월 1일 : 제27대 함영복 교장 부임
- 2023년 2월 9일 : 제68회 졸업식 졸업생 45명(총 졸업생수 8,845명)
- 2023년 3월 2일 : 2023학년도 신입생(36명) 입학

## 참고 자료
- 성포중학교 - 한국교육학술정보원 학교알리미